# Ose
Ose – wieś w Polsce, położona w województwie dolnośląskim, w powiecie oleśnickim, w gminie Międzybórz.
W latach 1975–1998 wieś administracyjnie należała do województwa kaliskiego.

## Integralne części wsi
| 0203720 | Górzyca | przysiółek |
| 0203737 | Knopka  | przysiółek |

## Zabytki
Do wojewódzkiego rejestru zabytków wpisany jest:
- park